# أدولف فرانك
أدولف فرانك (بالألمانية: Adolf Frank) هو كيميائي ومهندس وصيدلي ألماني، ولد في 29 يناير 1834 في كلوتسه في ألمانيا، وتوفي في 30 مايو 1916 في تشارلوتنبرغ في ألمانيا.